# Gabersdorf (Styria)
Gabersdorf – gmina w Austrii, w kraju związkowym Styria, w powiecie Leibnitz. Liczy 1107 mieszkańców (1 stycznia 2015).